# Oscar McConkie Jr.
Oscar Walter McConkie Jr. (Monticello, Utah; 26 de mayo de 1926-2 de noviembre de 2020) fue un político y abogado estadounidense líder en la La Iglesia de Jesucristo de los Santos de los Últimos Días. 
Fue presidente del Senado del Estado de Utah de 1965 a 1966, y posteriormente se convirtió en presidente del bufete de abogados Kirton McConkie. Fue autor de varios libros populares sobre temas de la iglesia de los Santos de los Últimos Días.

## Primeros años
McConkie nació en Monticello, Utah. Hijo de Oscar W. McConkie y Margaret Vivian Redd. Creció principalmente en Salt Lake City, pero cuando era niño, vivió en Ann Arbor, donde su padre estaba completando una licenciatura en derecho en la Universidad de Míchigan. Oscar Sr., fue juez del Tribunal de Distrito del Estado durante muchos años y fue el candidato demócrata a gobernador de Utah en 1960. El hermano mayor de Oscar Jr., Bruce R. McConkie, se convirtió en una destacada autoridad general y autor en la Iglesia SUD.
Oscar Jr. estudió en la Universidad de Nuevo México de 1944 a 1946, donde también jugó al fútbol americano. Luego fue a la Universidad de Utah, donde recibió una licenciatura en 1949 en ciencias políticas y un doctorado en derecho en 1952.
McConkie sirvió en varios llamamientos de la Iglesia SUD, incluso como obispo, presidente de estaca, presidente de misión en Arizona, y representante regional.

## Carrera
De 1952 a 1967 McConkie fue profesor de derecho empresarial en el Stevens-Henager College. Fue fiscal del condado de Summit, Utah de 1959 a 1963. Al igual que su padre, McConkie se convirtió en un destacado demócrata de Utah y, en 1960, fue el hombre clave de Utah para la campaña presidencial de John F. Kennedy.
De 1955 a 1957, McConkie fue miembro de la Cámara de Representantes de Utah. McConkie fue elegido presidente del Senado del estado de Utah durante su primer mandato. Fue la primera vez que un senador estatal en su mandato inicial fue elegido presidente del Senado desde el inicio del mandato del Senado del Estado de Utah. En 1956, se postuló contra William A. Dawson por el 2.º distrito congresional de Utah. También sirvió brevemente en 1965 y en 1966 como gobernador interino cuando tanto el gobernador como el secretario de estado de Utah no estaban en el estado.
McConkie fue presidente de la Junta Escolar de Salt Lake City y de 1982 a 1984 fue presidente de la Junta de Educación del Estado de Utah. Fue presidente del Comité de Educación del Gobernador de 1983 a 1985.
McConkie era un socio legal senior en representación de la Iglesia SUD. McConkie argumentó el caso que condujo a una ampliación del privilegio clero-penitente en Utah para incluir cualquier información que fuera dada por un feligrés a un clérigo con la intención de obtener consejo espiritual. McConkie ha estado involucrado en el derecho internacional, habiendo redactado leyes que fueron promulgadas tanto en Jamaica como en Mauricio.
McConkie fue una figura clave en el proceso de obtener el reconocimiento oficial de la Iglesia SUD en Zaire en 1986.
McConkie fue nombrado abogado del año por el Utah State Bar en 2007.

## Vida personal
McConkie se casó con Judith Stoddard en el Templo de Salt Lake City en 1951. Se convirtieron en padres de ocho hijos.
Falleció el 2 de noviembre de 2020 a la edad de noventa y cuatro años a causa de complicaciones por COVID-19.